# 郡大溪
郡大溪（布農語：Aul misnabukun）位於台灣中部，屬於濁水溪水系，為丹大溪主流（最長河道）上游，流域分佈於南投縣信義鄉中部至東南部。郡大溪主流上游為哈伊拉羅溪，發源於海拔標高3,377公尺之馬利加南山東峰北側，先向西北流，匯集發源自入東郡大山的馬戛英溪後轉向西流，於無雙社附近匯入郡大溪本流，再轉北流至巴巴隆附近注入丹大溪。
郡大溪本身發源於海拔標高3,765公尺之馬博拉斯山西南側，先西後轉北流，於無雙社附近與哈伊拉羅溪合流。

## 水系主要河川
- 郡大溪：南投縣信義鄉 
  - 巒大溪
  - 哈伊拉羅溪（郡大南溪）
    - 馬戛英溪（郡大北溪）